# استاولی این کارتمل
استاولی این کارتمل (به انگلیسی: Staveley-in-Cartmel) یک روستا و محله مدنی در بریتانیا است که در South Lakeland واقع شده‌است. استاولی این کارتمل ۴۰۵ نفر جمعیت دارد.